# نمایشگر برگه‌ای

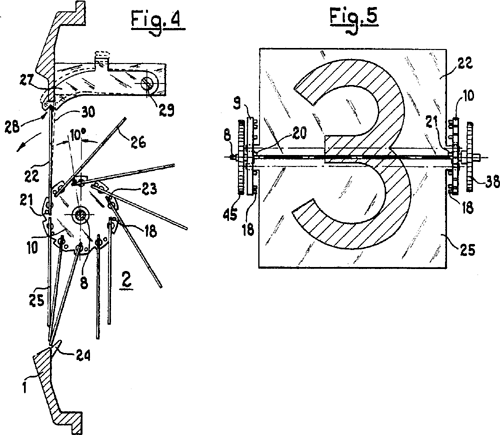
طرح کلی یک نمایشگر برگه‌ای در یک ساعت برگه‌ای

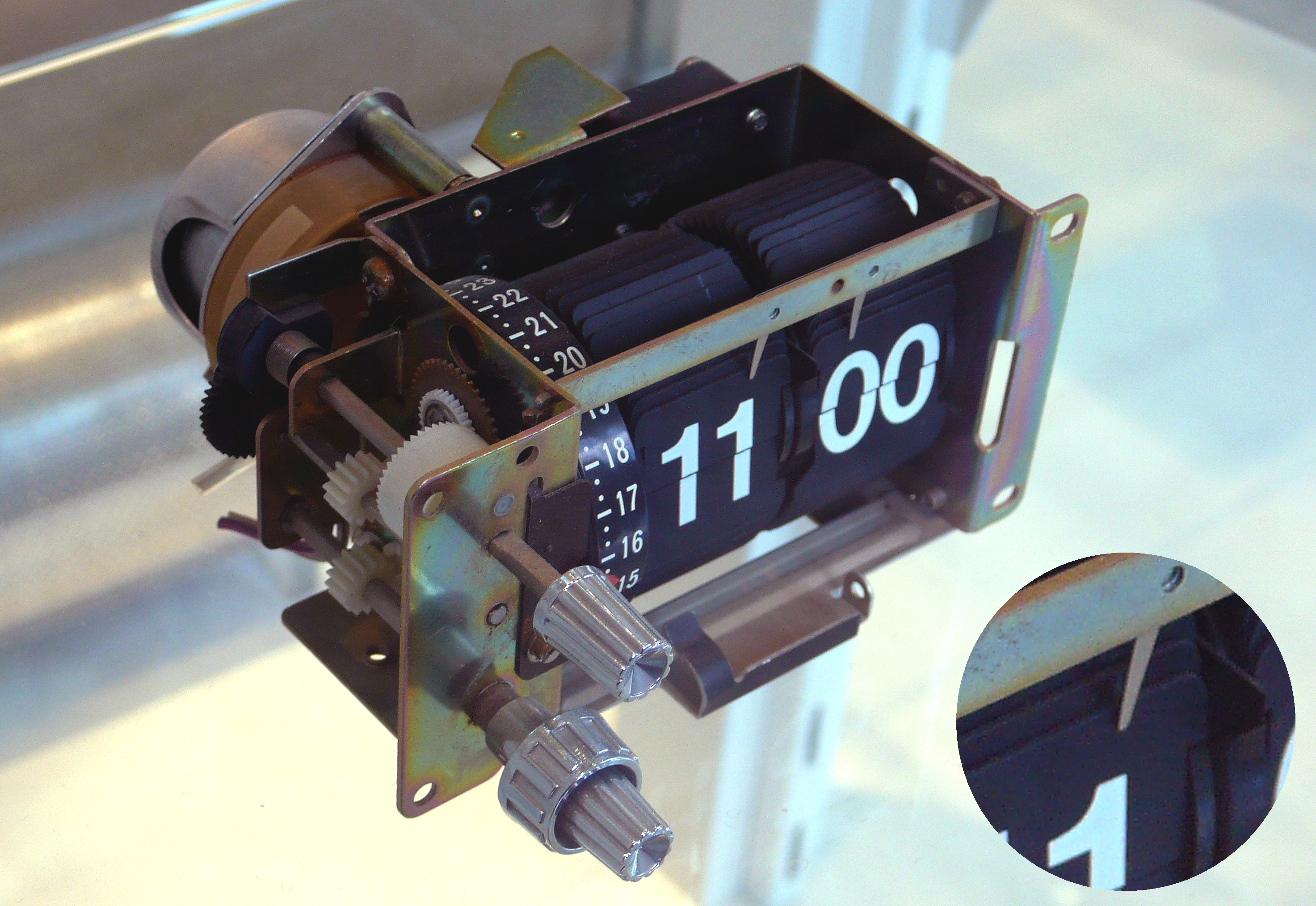
نمایش بزرگ شدهٔ یک ساعت برگه‌ای

یک نمایشگر برگهٔ جداشونده (در انگلیسی: Split-Flap Display) یا به صورت ساده‌تر نمایشگر برگه‌ای یک صفحه نمایش الکترومکانیکی است که متن‌های متغیر حرفی عددی یا شکل‌های ثابت را نمایش می‌دهد.
این نوع نمایشگر اغلب به عنوان یک جدول زمانی در ایستگاه‌های حمل و نقل عمومی استفاده می‌شود.
نمایشگرهای برگه‌ای هم‌چنین در دوره‌ای به عنوان ساعت هشداری پرطرفدار مورد استفاده بودند.

## کاربرد غیر آگاهی‌رسانی
گاهی نیز این نمایشگرهای برگه‌ای کاربرد دیگری به جز اطلاع‌رسانی دارند. مانند کاربردهایی که در آثار هنرمندان پیدا می‌کنند. از نمونه‌های این مورد می‌توان به درام پیاده که اثر هنری معاصر جوان فونتانیو هست اشاره کرد.

## حق امتیاز
- ایالات متحده ثبت اختراع ۳٬۵۰۱٬۷۶۱  صفحه نمایش کنترل از راه دور برای نمایش گزینشی نشانه‌ها و واژه‌ها